# Thọ Tang Hòa Thạc Công chúa
Hòa Thạc Thọ Tang Công chúa (chữ Hán: 和硕寿臧公主; 19 tháng 10, 1829 - 9 tháng 7, 1856), còn được gọi là Thọ Tang Hòa Thạc Công chúa (寿臧和硕公主), Công chúa nhà Thanh, là Hoàng nữ thứ 5 của Đạo Quang Đế, mẹ là Tường phi Nữu Hỗ Lộc thị.

## Cuộc đời
Hòa Thạc Thọ Tang Công chúa sinh vào ngày 6 tháng 4 Âm lịch năm Đạo Quang thứ 6 (1826), là Hoàng nữ thứ 5 của Đạo Quang Đế, mẹ là Tường phi Nữu Hỗ Lộc thị. Lúc Ngũ công chúa hạ sinh, Đạo Quang Đế cùng Cung Từ Hoàng thái hậu còn đang ở Thịnh Kinh yết tế Tổ lăng, đến ngày 24 tháng 10 mới hồi cung nên ngày 17 tháng 11, Đạo Quang Đế cùng Hoàng thái hậu mới tới Dực Khôn cung thăm hỏi Tường phi cùng Ngũ công chúa.
Năm Đạo Quang thứ 15 (1835) Vào lễ Vạn thọ tiết, các Hoàng tử cùng Công chúa đều hành lễ với Đạo Quang Đế, duy chỉ không có Ngũ công chúa. Đạo quang đế đối Ngũ công chúa lạnh nhạt như vậy có lẽ là xuất phát từ sự chán ghét của ông dành cho mẹ của bà là Tường phi. Lúc này Tường phi mặc dù còn có vị phân, nhưng vốn đã thất sủng, vì vậy cũng liên lụy đến con cái của bà. Ngay cả con trai bà là Dịch Thông về sau cũng được đem đi làm con thừa tự cho Đôn Khác Thân vương Miên Khải.
Năm Đạo Quang thứ 21 (1841), Ngũ Công chúa được ban tặng phong hiệu là Thọ Tang, vị hiệu là ["Hòa Thạc Công chúa"] - vị hiệu dành cho các Hoàng nữ do hậu phi sinh ra.
Năm Đạo Quang thứ 22 (1842), Thọ Tang Công chúa hạ giá lấy Na Mộc Đô Lỗ Ân Sùng.
Năm Đạo Quang thứ 24 (1844), quy định rằng về sau khi xưng hô Công chúa, phong hiệu viết ở đằng trước, mà "Cố Luân" cùng "Hòa Thạc" đều viết ở sau và chỉ ngay trước hai chữ Công chúa, tức [Mỗ mỗ Cố Luân Công chúa; 某某固伦公主] và [Mỗ mỗ Hòa Thạc Công chúa; 某某和硕公主]. Do đó, Hòa Thạc Thọ Tang Công chúa được cải sửa hiệu thành [Thọ Tang Hòa Thạc Công chúa], cùng năm Thọ Tang công chúa sinh hạ con gái đầu lòng.
Năm Đạo Quang thứ 26 (1746), Thọ Tang Công chúa sinh hạ con gái thứ 2.
Năm Hàm Phong thứ 6 (1856), ngày 9 tháng 7, giờ Tỵ, Thọ Tang Công chúa qua đời khi 28 tuổi, được táng tại khu vực ngoại ô Bắc Kinh.